# Многочастичный фильтр
Многочасти́чный фильтр (МЧФ, англ. particle filter — «фильтр частиц», «частичный фильтр», «корпускулярный фильтр») — последовательный метод Монте-Карло — рекурсивный алгоритм для численного решения проблем оценивания (фильтрации, сглаживания), особенно для нелинейных и не-гауссовских случаев. Со времени описания в 1993 году Н. Гордоном, Д. Салмондом и А. Смитом используется в различных областях — навигации, робототехнике, компьютерном зрении.
В сравнении с обычно применяемыми для подобных задач методами — расширенными фильтрами Кальмана (EKF) — многочастичные фильтры не зависят от методов линеаризации или апроксимации. Обычный EKF плохо справляется с существенно нелинейными моделями, а также в случае шумов системы и измерений, сильно отличающихся от гауссовых, поэтому были разработаны различные модификации, такие как UKF (англ. unscented KF), QKF (англ. Quadrature KF) и т. п.. Следует отметить, что в свою очередь многочастичные фильтры более требовательны к вычислительным ресурсам.
Термин «particle filter» был дан Дел Моралом в 1996 году, а «sequential Monte Carlo» — Лю (Liu) и Ченом (Chen) в 1998.
Многие используемые на практике многочастичные фильтры выводятся применением последовательного метода Монте-Карло к последовательности целевых распределений.

## Постановка задачи
МЧФ предназначен для оценки последовательности скрытых переменных {\displaystyle x_{n}} для {\displaystyle n=1,2,\dots } на основании наблюдений {\displaystyle y_{n}} при {\displaystyle n=1,2,\dots }. Для простоты изложения будем считать, что рассматривается динамическая система, и {\displaystyle x_{n}} и {\displaystyle y_{n}} — действительные вектора состояния и измерений соответственно.
Стохастическое уравнение состояния системы имеет вид:
{\displaystyle x_{k}=f_{k}(x_{k-1},v_{k})},
где {\displaystyle f_{k}} функция изменения состояния системы, {\displaystyle v_{k}} — случайная величина, возмущающее воздействие.
Уравнение измерений:
{\displaystyle y_{k}=h_{k}(x_{k},w_{k})},
где {\displaystyle h_{k}} функция измерения, {\displaystyle w_{k}} — случайная величина, шум измерений.
Функции {\displaystyle f_{k}} и {\displaystyle h_{k}} в общем случае нелинейные, а статистические характеристики шума системы ({\displaystyle v_{k}}) и измерений ({\displaystyle w_{k}}) предполагаются известными.
Задачей фильтрации является получение оценки {\displaystyle {\hat {x}}_{k}} на основе известных к моменту {\displaystyle k} результатов измерений {\displaystyle y_{1:k}}.

## Скрытая марковская модель и байесовский вывод
Рассмотрим дискретный марковский процесс {\displaystyle \{X_{n}\}_{n\geqslant 1}} со следующими распределениями вероятностей:
| {\displaystyle X_{1}\sim \mu (x_{1})\quad } и {\displaystyle X_{n}\mid (X_{n-1}=x_{n-1})\sim f(x_{n}\mid x_{n-1})}, | (1) |

где {\displaystyle \mu (x)} — плотность вероятности, {\displaystyle f(x_{n}\mid x_{n-1})} — условная плотность вероятности (переходная плотность вероятности) при переходе от {\displaystyle x_{n-1}} к {\displaystyle x_{n}}.
Здесь нотация {\displaystyle X\mid Y\sim f(\dots )} означает, что {\displaystyle X} при условии {\displaystyle Y} распределено как {\displaystyle f(\dots )}.
Реализации процесса {\displaystyle \{X_{n}\}} (скрытые переменные {\displaystyle x_{n}}) наблюдаются посредством другого случайного процесса {\displaystyle \{Y_{n}\}_{n\geqslant 1}} — процесса измерений — с маргинальными плотностями:
| {\displaystyle Y_{n}\mid (X_{n}=x_{n})\sim h(y_{n}\mid x_{n})}, | (2) |

где {\displaystyle h(y_{n}\mid x_{n})} — условная плотность вероятности (плотность измерений), измерения считаются статистически независимыми.
Модель может проиллюстрирована следующей диаграммой переходов:
{\displaystyle {\begin{array}{cccccccccc}X_{1}&\rightarrow &X_{2}&\rightarrow &X_{3}&\rightarrow &X_{4}&\rightarrow &\ldots &\\\downarrow &&\downarrow &&\downarrow &&\downarrow &&\ldots &\\Y_{1}&&Y_{2}&&Y_{3}&&Y_{4}&&\ldots &\end{array}}}
Для простоты считаем, что переходная плотность и плотность измерений не зависят от {\displaystyle n}. Параметры модели считаются заданными.
Определённая таким образом модель системы и измерений известна как скрытая марковская модель.
Уравнение (1) определяет априорное распределение для процесса {\displaystyle \{X_{n}\}}:
| {\displaystyle p(x_{1:n})=\mu (x_{1})\prod _{k=2}^{n}f(x_{k}\mid x_{k-1})} | (3) |
Аналогично (2) задаёт функцию правдоподобия:
| {\displaystyle p(y_{1:n}\mid x_{1:n})=\prod _{k=1}^{n}h(y_{k}\mid x_{k})}, | (4) |
Здесь и далее нотация {\displaystyle x_{k:l}} для {\displaystyle k\leqslant l} обозначает {\displaystyle (x_{k},\dots ,x_{l})}.
Таким образом, байесовский вывод для {\displaystyle \{X_{1:n}\}} при известных реализациях измерений {\displaystyle \{Y_{1:n}\}}, обозначенных соответственно как {\displaystyle \{x_{1:n}\}} и {\displaystyle \{y_{1:n}\}}, будет опираться на апостериорное распределение
| {\displaystyle p(x_{1:n}\mid y_{1:n})={\frac {p(x_{1:n})p(y_{1:n}\mid x_{1:n})}{p(y_{1:n})}}}, | (5) |
где (здесь {\displaystyle dx_{1:n}} — доминирующая мера):
{\displaystyle p(y_{1:n})=\int p(x_{1:n})p(y_{1:n}\mid x_{1:n})\,dx_{1:n}}.

## Выборка по значимости
См. также Выборка по значимости.
Метод Монте-Карло позволяет оценивать свойства довольно сложных распределений вероятностей, например, путём вычисления средних и дисперсии в виде интеграла:
{\displaystyle {\bar {\theta }}=\int \theta (x)p(x)\,dx},
где {\displaystyle \theta (x)} — функция для оценивания. Например, для среднего можно положить: {\displaystyle \theta (x)=x}.
В случае невозможности аналитического решения, задача может быть решена численно генерированием случайных выборок с плотностью {\displaystyle p(x)}, обозначим их как {\displaystyle {x^{(i)}}_{1\leqslant i\leqslant N}}, и получением среднего арифметического по точкам выборки:
{\displaystyle {\bar {\theta }}\approx {\frac {1}{N}}\sum _{i=1}^{N}\theta (x^{(i)})}
В более общем случае, когда выборка из {\displaystyle p} затруднена, применяется другое распределение {\displaystyle q} (так называемое англ. instrumental or importance distribution), а для сохранения несмещённости оценки вводятся весовые коэффициенты {\displaystyle w_{i}} на основе отношения {\displaystyle r(x^{(i)})=p(x^{(i)})/q(x^{(i)})}:
{\displaystyle w_{i}={\frac {r(x^{(i)})}{\sum _{j=1}^{N}r(x^{(j)})}}}
после чего вычисляет взвешенное среднее:
{\displaystyle {\bar {\theta }}=\int \theta (x)r(x)q(x)\,dx\approx \sum _{i=1}^{N}w_{i}\theta (x^{(i)})},

### Перевыборка
Хотя вспомогательное распределение используется в основном для упрощения выборки из основного распределения {\displaystyle p}, часто применяется процедура «выборки и перевыборки по значимости» (англ. sampling importance resampling, SIR). Эта процедура состоит из двух этапов: собственно выборки по значимости с вычислением весов {\displaystyle w_{i}}, и дополнительной выборки точек, учитывающих эти веса.
Перевыборка особенно необходима для последовательных фильтров.

## Последовательный метод Монте-Карло
Методы многочастичной фильтрации и сглаживания являются наиболее известными примерами алгоритмов последовательного метода Монте-Карло (англ. sequential Monte Carlo, SMC). До такой степени, что в литературе часто не делают между ними различия. Тем не менее, SMC включает в себя более широкий класс алгоритмов, применимых для описания более сложных приблизительных методов фильтрации и сглаживания.
Последовательные методы Монте-Карло являются классом методов Монте-Карло, которые производят последовательную выборку из последовательности целевых плотностей вероятностей {\displaystyle \{f_{n}(x_{1:n})\}} увеличивающейся размерности, где каждое {\displaystyle f_{n}(x_{1:n})} определено на декартовой степени {\displaystyle {\mathcal {X}}^{n}}.
Если записать плотность как:
{\displaystyle f_{n}(x_{1:n})={\frac {\phi _{n}(x_{1:n})}{Z_{n}}}}, где
{\displaystyle \phi _{n}\colon {\mathcal {X}}^{n}\to \mathbb {R} ^{+}} известна поточечно, а
{\displaystyle Z_{n}=\int \phi _{n}(x_{1:n})\,dx_{1:n}} — нормализующая, возможно неизвестная, постоянная, то
SMC-алгоритм будет находить приближения {\displaystyle f_{k}(x_{1:k})} и оценки {\displaystyle Z_{k}} для {\displaystyle k=1,2,\dots }.
Например, для случая фильтрации можно положить (см. (5)):
{\displaystyle \phi _{n}(x_{1:n})=p(x_{1:n})p(y_{1:n}\mid x_{1:n})} и
{\displaystyle Z_{n}=p(y_{1:n})},
из чего будем иметь:
{\displaystyle f_{n}(x_{1:n})={\frac {p(x_{1:n})p(y_{1:n}\mid x_{1:n})}{p(y_{1:n})}}=p(x_{1:n}|y_{1:n})}.

Опуская вывод, схему предиктор-корректор можно представить в следующем виде:
{\displaystyle p(x_{1:n}\mid y_{1:n-1})=p(x_{1:n-1}\mid y_{1:n-1})f(x_{n}\mid x_{n-1})} — предиктор,
{\displaystyle p(x_{1:n}\mid y_{1:n})={\frac {h(y_{n}\mid x_{n})p(x_{1:n}\mid y_{1:n-1})}{p(y_{n}\mid y_{1:n-1})}}} — корректор.
Множитель {\displaystyle (p(y_{n}\mid y_{1:n-1}))^{-1}} — нормализующая постоянная, которая не требуется для обычного SMC-алгоритма.

## Алгоритм
Типичный алгоритм многочастичного фильтра можно представить в следующем виде:
```
   Алгоритм МЧФ
   -- инициализация
   для i = 1...N:
     выборка 

  

    

      

        

          
ξ

          

            
0

          

          

            
(

            
i

            
)

          

        

      

    

    
{\displaystyle \xi _{0}^{(i)}}

  

 из 

  

    

      

        

          
q

          

            
0

          

        

        
(

        

          
x

          

            
0

          

        

        
∣

        

          
y

          

            
0

          

        

        
)

      

    

    
{\displaystyle q_{0}(x_{0}\mid y_{0})}

  

     -- начальные веса
     

  

    

      

        

          
ω

          

            
0

          

          

            
(

            
i

            
)

          

        

        
:=

        
h

        
(

        

          
y

          

            
0

          

        

        
∣

        

          
ξ

          

            
0

          

          

            
(

            
i

            
)

          

        

        
)

        
μ

        
(

        

          
ξ

          

            
0

          

          

            
(

            
i

            
)

          

        

        
)

        
 

        

          
/

        

        
 

        

          
q

          

            
0

          

        

        
(

        

          
ξ

          

            
0

          

          

            
(

            
i

            
)

          

        

        
∣

        

          
y

          

            
0

          

        

        
)

      

    

    
{\displaystyle \omega _{0}^{(i)}:=h(y_{0}\mid \xi _{0}^{(i)})\mu (\xi _{0}^{(i)})\ /\ q_{0}(\xi _{0}^{(i)}\mid y_{0})}

  

 
   кц
   для n = 1...T:
     если ПЕРЕВЫБОРКА то
       -- выбор индексов 

  

    

      

        

          
j

          

            
i

          

        

        
∈

        
{

        
1

        
,

        
…

        
,

        
N

        
}

      

    

    
{\displaystyle j_{i}\in \{1,\dots ,N\}}

  

 N частиц в соответствии с весами
       

  

    

      

        

          
j

          

            
1

            
:

            
N

          

        

      

    

    
{\displaystyle j_{1:N}}

  

 = SelectByWeight(

  

    

      

        
{

        

          
w

          

            
n

            
−

            
1

          

          

            
(

            
j

            
)

          

        

        
}

      

    

    
{\displaystyle \{w_{n-1}^{(j)}\}}

  

)
       для i = 1...N:
         

  

    

      

        

          
x

          

            
n

            
−

            
1

          

          

            
(

            
i

            
)

          

        

        
:=

        

          
ξ

          

            
n

            
−

            
1

          

          

            
(

            

              
j

              

                
i

              

            

            
)

          

        

      

    

    
{\displaystyle x_{n-1}^{(i)}:=\xi _{n-1}^{(j_{i})}}

  

         

  

    

      

        

          
w

          

            
n

            
−

            
1

          

          

            
(

            
i

            
)

          

        

        
:=

        
1

        

          
/

        

        
N

      

    

    
{\displaystyle w_{n-1}^{(i)}:=1/N}

  

     иначе
       для i = 1...N:
         

  

    

      

        

          
x

          

            
n

            
−

            
1

          

          

            
(

            
i

            
)

          

        

        
:=

        

          
ξ

          

            
n

            
−

            
1

          

          

            
(

            
i

            
)

          

        

      

    

    
{\displaystyle x_{n-1}^{(i)}:=\xi _{n-1}^{(i)}}

  

     для i = 1...N:
       -- шаг распространения частицы
       

  

    

      

        

          
ξ

          

            
n

          

          

            
(

            
i

            
)

          

        

        
∼

        

          
q

          

            
n

          

        

        
(

        

          
ξ

          

            
n

          

          

            
(

            
i

            
)

          

        

        
∣

        

          
ξ

          

            
n

            
−

            
1

          

          

            
(

            
i

            
)

          

        

        
,

        

          
y

          

            
n

          

        

        
)

      

    

    
{\displaystyle \xi _{n}^{(i)}\sim q_{n}(\xi _{n}^{(i)}\mid \xi _{n-1}^{(i)},y_{n})}

  

       -- обновление весов
       

  

    

      

        

          
ω

          

            
n

          

          

            
(

            
i

            
)

          

        

        
:=

        

          
w

          

            
n

            
−

            
1

          

          

            
(

            
i

            
)

          

        

        
h

        
(

        

          
y

          

            
n

          

        

        
∣

        

          
ξ

          

            
n

          

          

            
(

            
i

            
)

          

        

        
)

        
f

        
(

        

          
ξ

          

            
n

          

          

            
(

            
i

            
)

          

        

        
∣

        

          
x

          

            
n

            
−

            
1

          

          

            
(

            
i

            
)

          

        

        
)

        
 

        

          
/

        

        
 

        

          
q

          

            
n

          

        

        
(

        

          
ξ

          

            
n

          

          

            
(

            
i

            
)

          

        

        
∣

        

          
x

          

            
n

            
−

            
1

          

          

            
(

            
i

            
)

          

        

        
,

        

          
y

          

            
n

          

        

        
)

      

    

    
{\displaystyle \omega _{n}^{(i)}:=w_{n-1}^{(i)}h(y_{n}\mid \xi _{n}^{(i)})f(\xi _{n}^{(i)}\mid x_{n-1}^{(i)})\ /\ q_{n}(\xi _{n}^{(i)}\mid x_{n-1}^{(i)},y_{n})}

  

 
     кц
     -- нормализация весов
     

  

    

      

        
s

        
:=

        

          
∑

          

            
j

            
=

            
1

          

          

            
N

          

        

        

          
ω

          

            
n

          

          

            
(

            
j

            
)

          

        

      

    

    
{\displaystyle s:=\sum _{j=1}^{N}\omega _{n}^{(j)}}

  

     для i = 1...N:
       

  

    

      

        

          
w

          

            
n

          

          

            
(

            
i

            
)

          

        

        
:=

        

          
ω

          

            
n

          

          

            
(

            
i

            
)

          

        

        

          
/

        

        
s

      

    

    
{\displaystyle w_{n}^{(i)}:=\omega _{n}^{(i)}/s}

  

   кц
```